# Hollenstein an der Ybbs
Hollenstein an der Ybbs ist eine Gemeinde mit 1685 Einwohnern (Stand 1. Jänner 2025) im Ybbstal im Bezirk Amstetten in Niederösterreich.

## Geografie

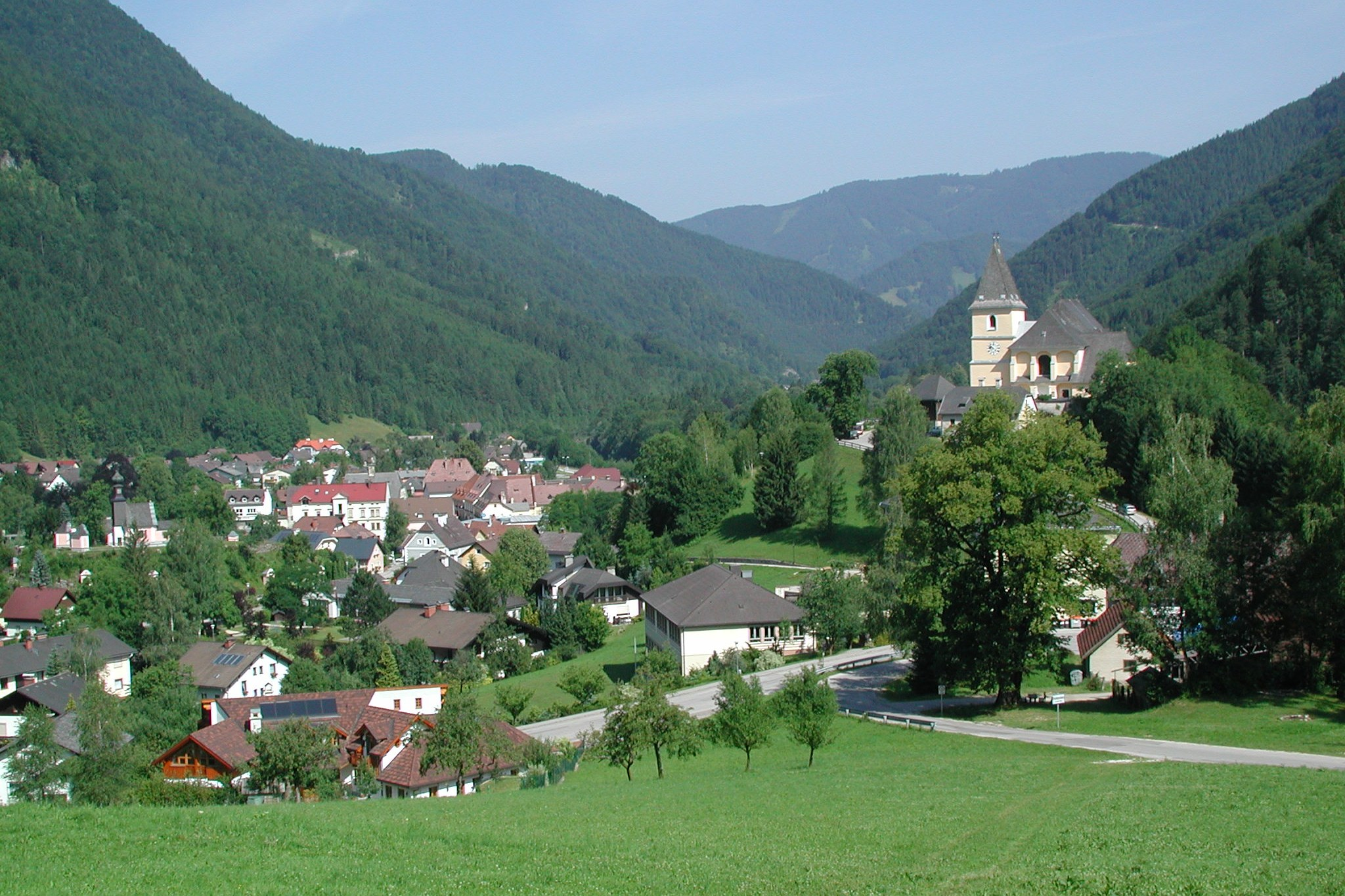
Hollenstein an der Ybbs

Hollenstein an der Ybbs liegt im Mostviertel in der niederösterreichischen Eisenwurzen. 86,41 Prozent der Fläche der Gemeinde sind bewaldet.

### Gemeindegliederung
Das Gemeindegebiet umfasst folgende 14 Ortschaften (in Klammern Einwohnerzahl Stand 1. Jänner 2025):
- Berg (53)
- Dornleiten (290) samt Walchen
- Garnberg (10)
- Grießau (4)
- Hohenlehen (22)
- Hollenstein an der Ybbs (567)
- Krenngraben (161) samt Point und Seimannslehen
- Oberkirchen (43)
- Oisberg (32) samt Bahnhof Großhollenstein
- Sattel (31)
- Thalbauer (39)
- Thomasberg (80) samt Obersteg
- Walcherbauer (261) samt Langfeld
- Wenten (92)

Die Gemeinde besteht aus den Katastralgemeinden Garnberg, Großhollenstein, Krengraben, Oberkirchen und Oisberg.
Der Hauptort besteht aus dem Dorf Hollenstein an der Ybbs. Zur Katastralgemeinde Großhollenstein am anderen Ybbsufer gehört neben dem Ort Hollenstein auch noch die Ortschaft Wenten.

### Nachbargemeinden
| Weyer (Bezirk Steyr-Land, OÖ)                    | Gaflenz (Bezirk Steyr-Land, OÖ)             | Opponitz St. Georgen am Reith        |
|                                                  | Kompassrose, die auf Nachbargemeinden zeigt | Göstling an der Ybbs (Bez. Scheibbs) |
| Altenmarkt bei Sankt Gallen (Bez. Liezen, Stmk.) | Landl (Bez. Liezen, Stmk.)                  |                                      |

## Geschichte

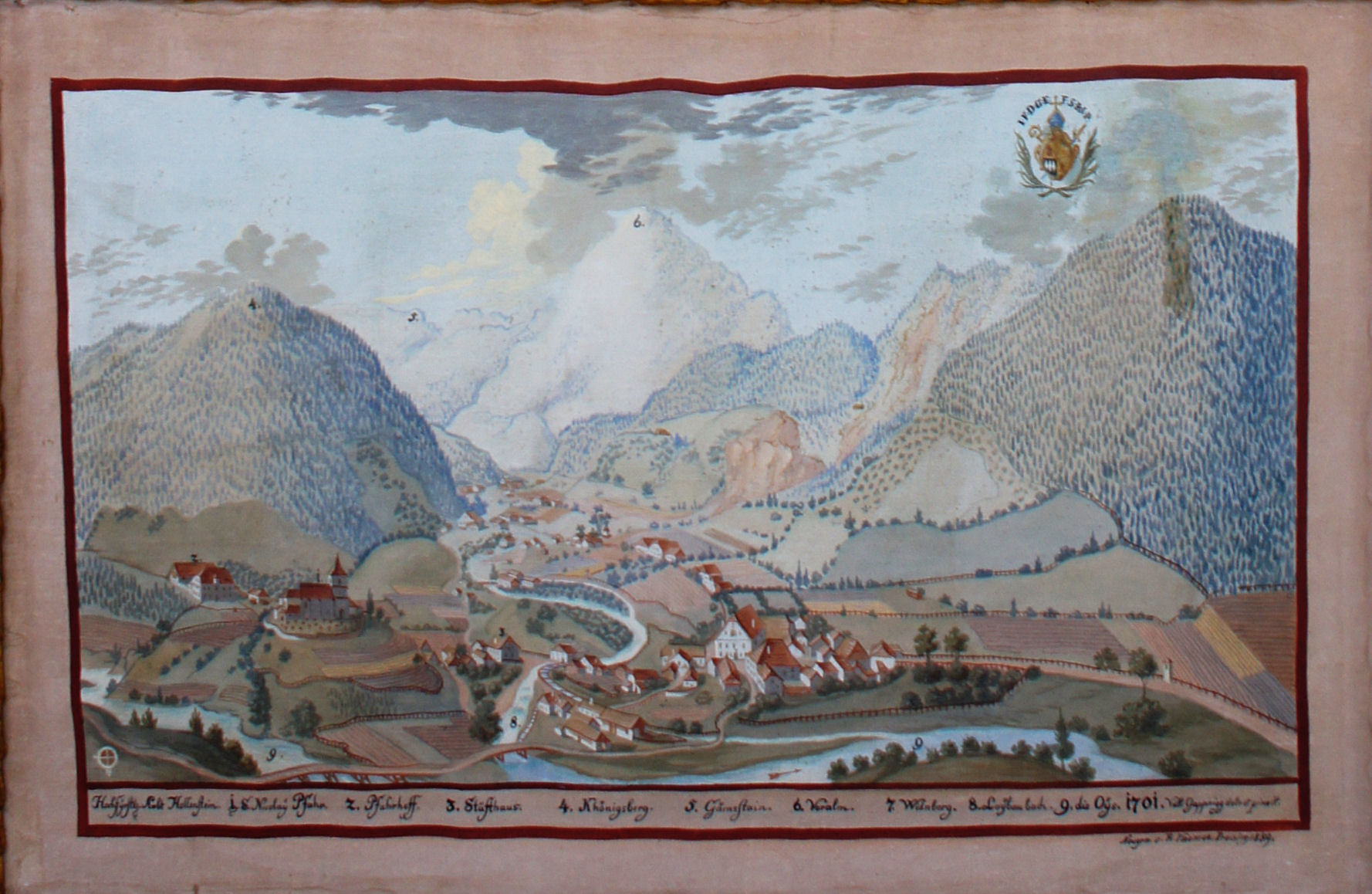
Hollenstein 1701 auf einem Gemälde im Fürstengang Freising

Im Altertum war das Gebiet Teil der Provinz Noricum und war schon zu dieser Zeit besiedelt.
Holnstein wurde im 12. Jahrhundert erstmals urkundlich genannt, als Grundherren werden die Hochstifte Freising und Passau genannt. Ein Dorf Hollenstein als solches entstand erst im 15. Jahrhundert bedingt durch die Entwicklung der Eisenindustrie. Hollenstein vergrößerte sich im 15. und 16. Jahrhundert durch die zunehmende Eisenindustrie zu einer Siedlung mit etwa 20 Häusern. Einige Jahrhunderte war die Kleineisenindustrie (Hammerwerke) bedeutend.
Später entwickelte sich die Holzindustrie. Gegen Ende des Zweiten Weltkrieges wurden von der Reichsforstverwaltung ungarische Juden, darunter auch Frauen, zwangsweise für Straßenausbesserungsarbeiten, Holzfällen und sonstige landwirtschaftliche Tätigkeiten eingesetzt.
Am Dorfplatz stammen einige Häuser aus dem Ende des 18. Jahrhunderts.
Gemeindearchiv Hollenstein an der Ybbs
Die ältesten Bestände sind Urkunden über Bestätigungen des Tädingsbuchs durch Bischof Moritz von Freising (16. August 1563) und durch Bischof Veit Adam von Freising (2. August 1618).

### Einwohnerentwicklung
Von 1981 bis 2001 war die Geburtenbilanz positiv und konnte die Abwanderung fast ausgleichen. Seither sind sowohl Geburtenbilanz als auch Wanderungsbilanz negativ.
| Hollenstein an der Ybbs: Einwohnerzahlen von 1869 bis 2024 | Hollenstein an der Ybbs: Einwohnerzahlen von 1869 bis 2024 | Hollenstein an der Ybbs: Einwohnerzahlen von 1869 bis 2024 | Hollenstein an der Ybbs: Einwohnerzahlen von 1869 bis 2024 | Hollenstein an der Ybbs: Einwohnerzahlen von 1869 bis 2024 |
| ---------------------------------------------------------- | ---------------------------------------------------------- | ---------------------------------------------------------- | ---------------------------------------------------------- | ---------------------------------------------------------- |
| Jahr                                                       |                                                            |                                                            |                                                            | Einwohner                                                  |
| 1869                                                       | 1869                                                       |                                                            | 2.477                                                      | 2.477                                                      |
| 1880                                                       | 1880                                                       |                                                            | 2.128                                                      | 2.128                                                      |
| 1890                                                       | 1890                                                       |                                                            | 1.980                                                      | 1.980                                                      |
| 1900                                                       | 1900                                                       |                                                            | 2.058                                                      | 2.058                                                      |
| 1910                                                       | 1910                                                       |                                                            | 2.168                                                      | 2.168                                                      |
| 1923                                                       | 1923                                                       |                                                            | 2.242                                                      | 2.242                                                      |
| 1934                                                       | 1934                                                       |                                                            | 2.181                                                      | 2.181                                                      |
| 1939                                                       | 1939                                                       |                                                            | 2.297                                                      | 2.297                                                      |
| 1951                                                       | 1951                                                       |                                                            | 2.132                                                      | 2.132                                                      |
| 1961                                                       | 1961                                                       |                                                            | 2.158                                                      | 2.158                                                      |
| 1971                                                       | 1971                                                       |                                                            | 2.149                                                      | 2.149                                                      |
| 1981                                                       | 1981                                                       |                                                            | 1.993                                                      | 1.993                                                      |
| 1991                                                       | 1991                                                       |                                                            | 1.948                                                      | 1.948                                                      |
| 2001                                                       | 2001                                                       |                                                            | 1.907                                                      | 1.907                                                      |
| 2011                                                       | 2011                                                       |                                                            | 1.733                                                      | 1.733                                                      |
| 2021                                                       | 2021                                                       |                                                            | 1.669                                                      | 1.669                                                      |
| 2024                                                       | 2024                                                       |                                                            | 1.697                                                      | 1.697                                                      |
| Quelle(n): Statistik Austria, Gebietsstand 1.1.2021        |                                                            |                                                            |                                                            |                                                            |

## Kultur und Sehenswürdigkeiten
- Schloss Hohenlehen

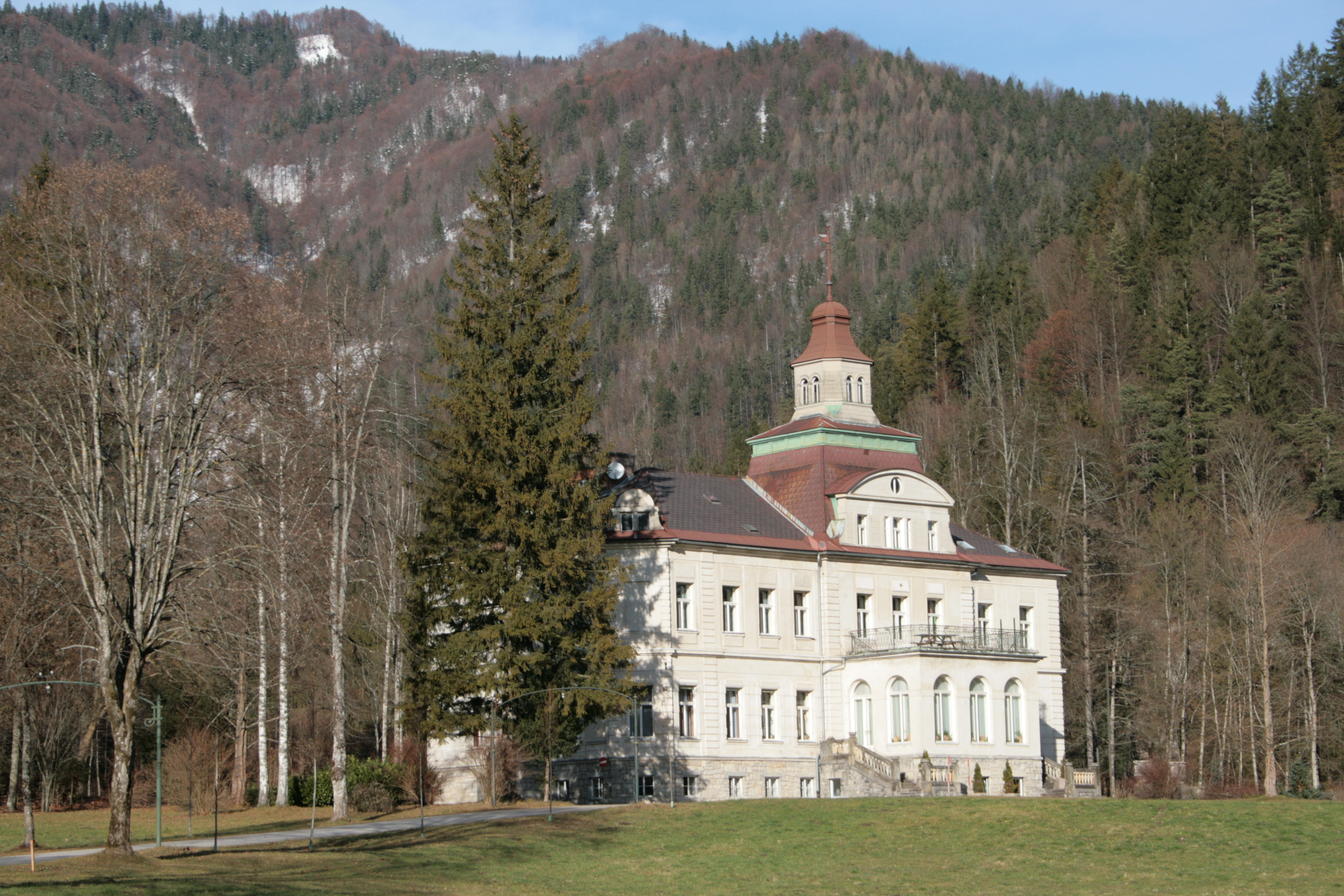
Schloss Hohenlehen

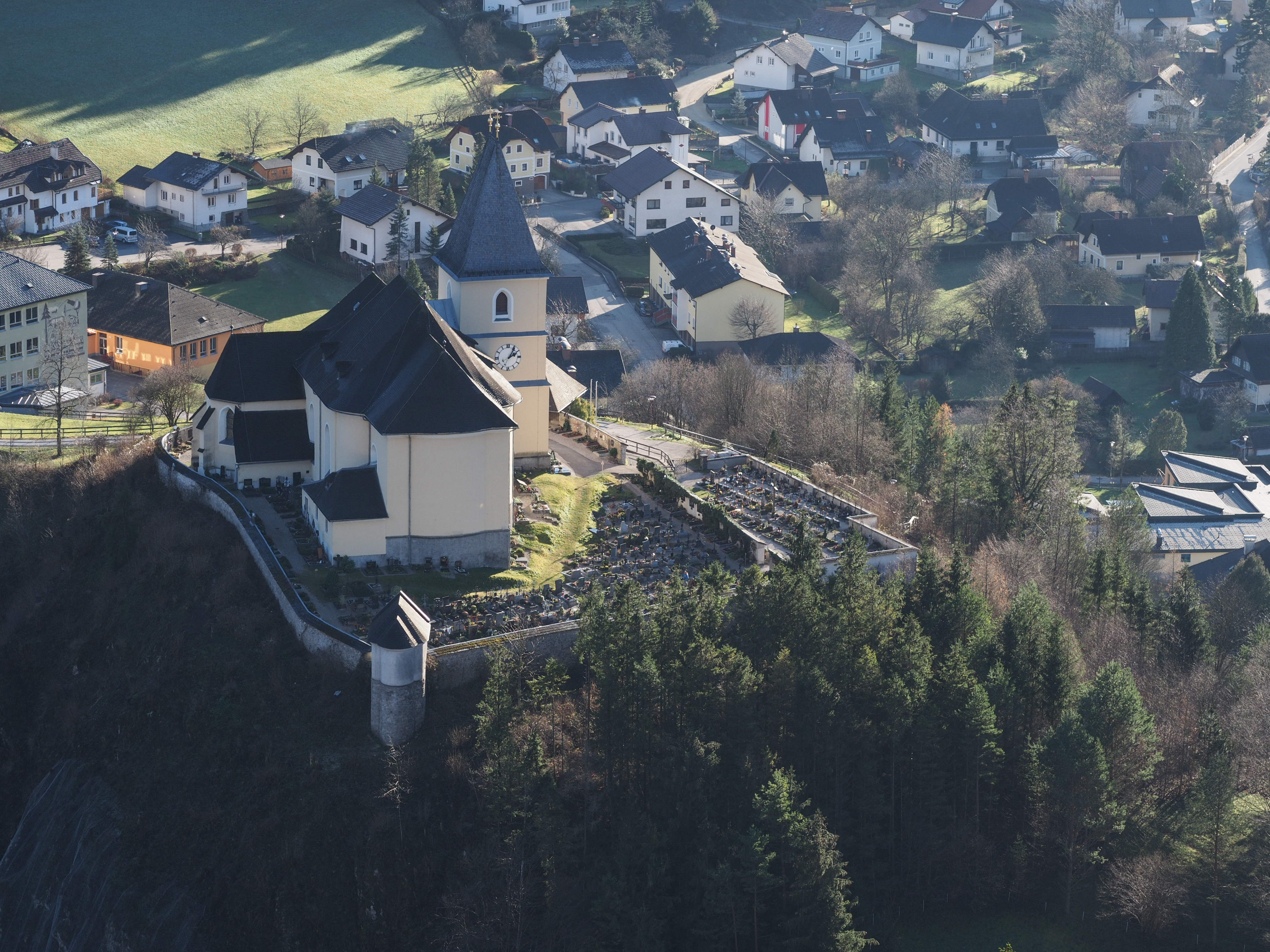
Pfarrkirche Hollenstein an der Ybbs

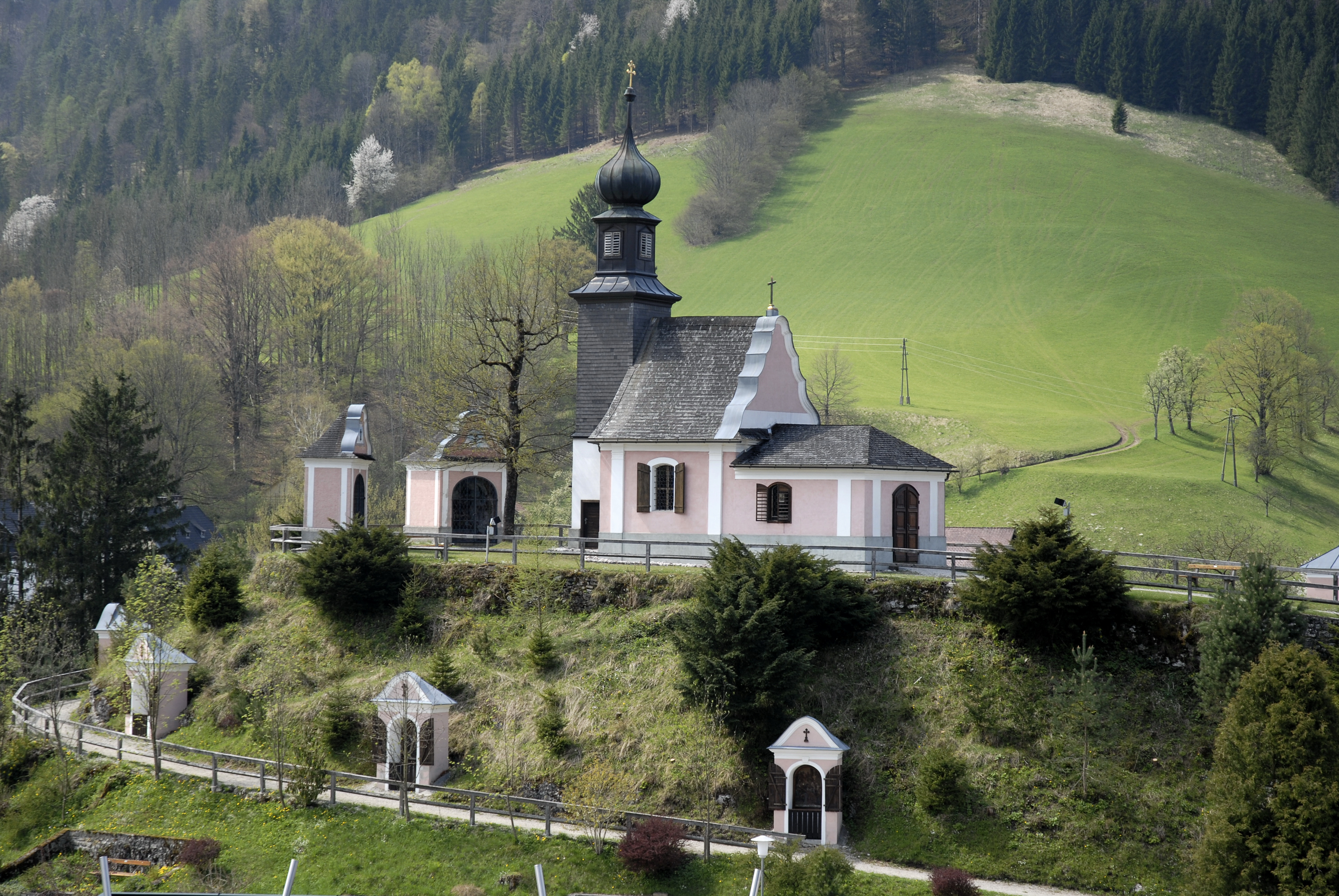
Kalvarienberg

- Katholische Pfarrkirche Hollenstein an der Ybbs hl. Johannes der Täufer und hl. Nikolaus
- Die Gruft von Bohuslav Kokoschka und dessen Mutter befindet sich in Hollenstein. Die Gruft hatte Kokoschka selbst errichtet. Oskar Kokoschka, der ältere Bruder von Bohuslav, ist in Montreux begraben.
- Im Gemeindegebiet liegt der Naturpark Niederösterreichische Eisenwurzen.

## Wirtschaft und Infrastruktur
Nichtlandwirtschaftliche Arbeitsstätten gab es im Jahr 2001 85, land- und forstwirtschaftliche Betriebe nach der Erhebung 1999 87. Die Zahl der Erwerbstätigen am Wohnort betrug nach der Volkszählung 2001 798. Die Erwerbsquote lag 2001 bei 42,89 Prozent. Arbeitslose gab es am Ort im Jahresdurchschnitt 2003 282.
Sechs Liftanlagen und 14 km Piste stehen Schifahrern am Schigebiet Königsberg zur Verfügung.

### Verkehr
- Bahn: Hollenstein an der Ybbs lag an der in diesem Bereich eingestellten[5] schmalspurigen Ybbstalbahn der ÖBB. Auf dem Gemeindegebiet befanden sich die Haltestellen Hohenlehen, Kleinhollenstein, Saimannslehen, der Bahnhof Großhollenstein und die Haltestelle Blamau.
- Bus: Seit dem 4. September 2010 verkehrt die Buslinie MO1 zwischen Hollenstein und Waidhofen an der Ybbs.[6] Diese hält in den Haltestellen „Unterleiten“, „Ortsmitte“, „Bundesstraße“, „Abzweigung Weyer“, „Krenngraben“ und „Hohenlehen Bundesstraße“. Wochentags fahren 14 Busse von Hollenstein nach Waidhofen. Die Linie MO11 fährt von Hollenstein nach Weyer (Oberösterreich) und die Linie MO12 von Hollenstein nach Göstling.

### Öffentliche Einrichtungen
In der Gemeinde gibt es einen Kindergarten, eine Volksschule und eine Neue Mittelschule sowie die beiden Landwirtschaftlichen Fachschulen lfs-unterleiten und lfs-hohenlehen.

### Blaulichtorganisationen
- Freiwillige Feuerwehr
- Rotes Kreuz Hollenstein
- Bergrettung – Die Bergrettung Hollenstein wurde 1971, als Meldestelle der Ortsstelle Waidhofen an der Ybbs gegründet, bevor sie 1972 selbständig wurde. Das betreute Gebiet umfasst die Gemeinde Hollenstein sowie große Teile der Gemeinden Opponitz, St. Georgen am Reith und einen kleinen Teil der Gemeinde Göstling an der Ybbs.
- Polizei – Die Polizeidienststelle Hollenstein wurde im Zuge der Sicherheitsreform 2014 unter der damaligen Innenministerin und anschließenden Landeshauptfrau von Niederösterreich Johanna Mikl-Leitner geschlossen. Die Polizei Hollenstein betreute die Gemeinden Hollenstein, Opponitz und St. Georgen am Reith. Seither erfolgt die sicherheitspolizeiliche Betreuung durch die Polizei Waidhofen an der Ybbs.

## Politik

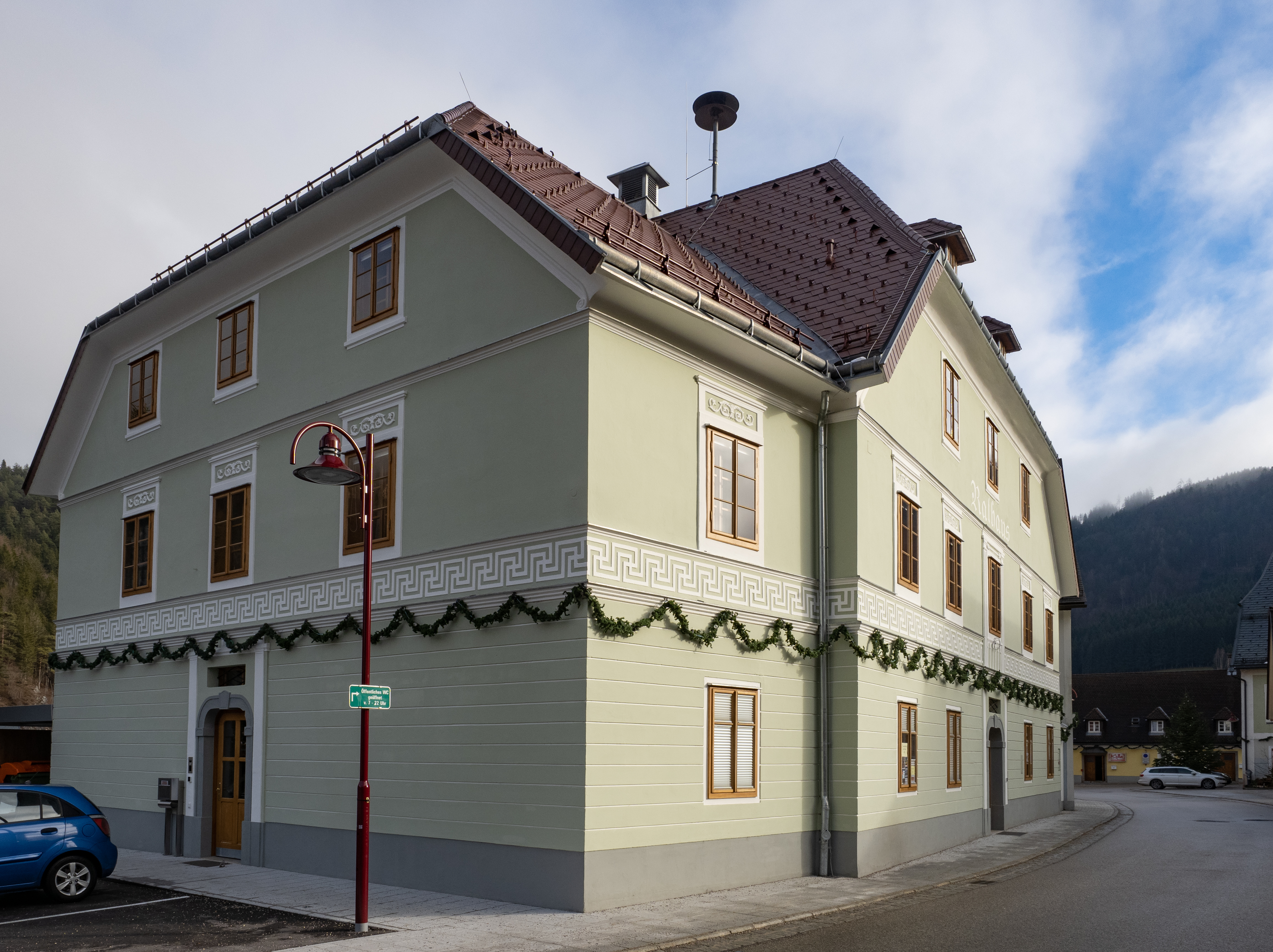
Gemeindeamt

### Gemeindeamt
Der Gemeinderat hat 19 Mitglieder.
- Nach den Gemeinderatswahlen in Niederösterreich 1990 hatte der Gemeinderat folgende Verteilung: 10 SPÖ, 8 ÖVP und 1 FPÖ.
- Nach den Gemeinderatswahlen in Niederösterreich 1995 hatte der Gemeinderat folgende Verteilung: 11 SPÖ und 8 ÖVP.[9]
- Nach den Gemeinderatswahlen in Niederösterreich 2000 hatte der Gemeinderat folgende Verteilung: 12 SPÖ und 7 ÖVP.[10]
- Nach den Gemeinderatswahlen in Niederösterreich 2005 hatte der Gemeinderat folgende Verteilung: 12 SPÖ und 7 ÖVP.[11]
- Nach den Gemeinderatswahlen in Niederösterreich 2010 hatte der Gemeinderat folgende Verteilung: 11 SPÖ und 8 ÖVP.[12]
- Nach den Gemeinderatswahlen in Niederösterreich 2015 hatte der Gemeinderat folgende Verteilung: 10 SPÖ und 9 ÖVP.[13]
- Nach den Gemeinderatswahlen in Niederösterreich 2020 hatte der Gemeinderat folgende Verteilung: 11 SPÖ, 4 ÖVP und 4 FAIR.[14]
- Nach den Gemeinderatswahlen in Niederösterreich 2025 hat der Gemeinderat folgende Verteilung: 10 SPÖ, 7 GFH (ÖVP) und 2 FAIR.[15]

### Bürgermeister
- 1996–2013 Franz Gratzer (SPÖ)
- 2013–2016 Manfred Gruber (SPÖ)
- seit 2016 Manuela Zebenholzer (SPÖ)[16]

## Persönlichkeiten
- Hermann Baumann (1866–1940), Landwirt und Politiker
- Gustav Davis (1856–1951), Journalist, Zeitungsherausgeber und Dramatiker
- Werner Eschauer (* 1974), Tennisspieler
- Franz Gratzer (1952–2013), Politiker
- Lydia Steinbacher (* 1993), Literatin und Schriftstellerin
- Karl Strubecker (1904–1991), Mathematiker
- Rudolf Winkelmayer (* 1955), Tierarzt und Lebensmittelwissenschaftler

## Belege
1. ↑  Statistik Austria: Bevölkerung am 1.1.2025 nach Ortschaften (Gebietsstand 1.1.2025), (ODS, 500 KB)
2. ↑  Zwangsarbeitslager für ungarische Juden in Österreich, Eintrag Hollenstein an der Ybbs auf deutschland-ein-denkmal.de
3. ↑  Ein Blick auf die Gemeinde Hollenstein an der Ybbs, Bevölkerungsentwicklung. (PDF) Statistik Austria, abgerufen am 14. Oktober 2020.
4. ↑  www.koenigsberglifte.at
5. ↑  Auflassungsbescheid (PDF-Datei; 296 kB) (Memento des Originals vom 4. März 2016 im Internet Archive)  Info: Der Archivlink wurde automatisch eingesetzt und noch nicht geprüft. Bitte prüfe Original- und Archivlink gemäß Anleitung und entferne dann diesen Hinweis.; abgerufen am 2. November 2011.
6. ↑  Presseaussendung zum Start der Mostviertellinien; abgerufen am 18. Januar 2012
7. ↑  Kindergärten in NÖ. NÖ Landesregierung, abgerufen am 3. Oktober 2020.
8. ↑  Schulensuche auf Schulen online, abgerufen am 4. September 2020
9. ↑  Wahlergebnis Gemeinderatswahl 1995 in Hollenstein an der Ybbs. Amt der NÖ Landesregierung, 30. März 2000, abgerufen am 12. Oktober 2019.
10. ↑  Wahlergebnis Gemeinderatswahl 2000 in Hollenstein an der Ybbs. Amt der NÖ Landesregierung, 4. Februar 2005, abgerufen am 12. Oktober 2019.
11. ↑  Wahlergebnis Gemeinderatswahl 2005 in Hollenstein an der Ybbs. Amt der NÖ Landesregierung, 4. März 2005, abgerufen am 12. Oktober 2019.
12. ↑  Wahlergebnis Gemeinderatswahl 2010 in Hollenstein an der Ybbs. Amt der NÖ Landesregierung, 8. Oktober 2010, abgerufen am 12. Oktober 2019.
13. ↑  Wahlergebnis Gemeinderatswahl 2015 in Hollenstein an der Ybbs. Amt der NÖ Landesregierung, 1. Dezember 2015, abgerufen am 12. Oktober 2019.
14. ↑  Wahlergebnis Gemeinderatswahl 2020 in Hollenstein an der Ybbs. Amt der NÖ Landesregierung, 26. Januar 2020, abgerufen am 31. Januar 2025.
15. ↑  Wahlergebnis Gemeinderatswahl 2025 in Hollenstein an der Ybbs. Amt der NÖ Landesregierung, 26. Januar 2025, abgerufen am 31. Januar 2025.
16. ↑  Gemeindevorstand. Gemeinde Hollenstein an der Ybbs, abgerufen am 11. Oktober 2021.

Allhartsberg |
Amstetten |
Ardagger |
Aschbach-Markt |
Behamberg |
Biberbach |
Ennsdorf |
Ernsthofen |
Ertl |
Euratsfeld |
Ferschnitz |
Haag |
Haidershofen |
Hollenstein an der Ybbs |
Kematen an der Ybbs |
Neuhofen an der Ybbs |
Neustadtl an der Donau |
Oed-Oehling |
Opponitz |
Seitenstetten |
Sonntagberg |
St. Georgen am Reith |
St. Georgen am Ybbsfelde |
St. Pantaleon-Erla |
St. Peter in der Au |
St. Valentin |
Strengberg |
Viehdorf |
Wallsee-Sindelburg |
Weistrach |
Winklarn |
Wolfsbach |
Ybbsitz |
Zeillern
Katastralgemeinden:
Garnberg |
Großhollenstein |
Krengraben |
Oberkirchen |
Oisberg
Ortschaften:
Berg |
Dornleiten |
Garnberg |
Grießau |
Hohenlehen |
Hollenstein an der Ybbs |
Krenngraben |
Oberkirchen |
Oisberg |
Sattel |
Thalbauer |
Thomasberg |
Walcherbauer |
Wenten
Dörfer:
Dornleiten •
Hollenstein an der Ybbs |
Weiler:
Obersteg • 
Waldbauernschule |
Rotten:
Grießau • 
Point • 
Bahnhof Großhollenstein |
Siedlungen:
Langfeld • 
Walchen • 
Seimannslehen |
Zerstreute Häuser:
Berg • 
Garnberg • 
Hohenlehen • 
Krenngraben • 
Oberkirchen • 
Oisberg • 
Sattel • 
Thalbauer • 
Thomasberg • 
Walcherbauer • 
Wenten |
Sonstige Ortslagen:
Großpromau •
Haberfeld •
Schloss Hohenlehen •
Kleinpromau •
Sandgraben •
Unterleiten (Schloss) •
Wieden
Zählsprengel:
Hollenstein-Zentrum |
Hollenstein-Umgebung